# Wanderungsbilanz

Wanderungsbilanz der Landkreise und kreisfreien Städte Deutschlands von 2020 auf 2021
über +1,5 %
über +1,0 %
über +0,5 %
über +0,1 %
über -0,1 %
über -0,5 %
über -1,0 %
über -1,5 %
kleiner gleich -1,5 %

Der Begriff Wanderungsbilanz oder Wanderungssaldo, auch Migrationssaldo oder Außenwanderungssaldo, ist eine der Messgrößen der Demografie und bezeichnet die Differenz zwischen Zu- und Abwanderung in einem festgelegten Zeitraum und einem bestimmten Gebiet von außen bzw. nach außen.
Der Bezugsraum ist dabei variabel und kann beispielsweise Gemeinden, Bundesländer oder Staaten umfassen.
Aus der Kombination der Geburtenbilanz und der Wanderungsbilanz, die z. B. im Rahmen einer Volkszählung erhoben wird, kann eine Aussage zur Bevölkerungsentwicklung getroffen werden.
Beide Bilanzen können sich im Laufe der Zeit verändern. Auch regionale Unterschiede sind möglich. In Mitteleuropa ist seit Beginn des 20. Jahrhunderts die Sterberate auf Grund der verbesserten medizinischen Versorgung stark gesunken, die mittlere Lebenserwartung beträchtlich gestiegen. Kinderreiche Familien sind selten geworden. Diese Entwicklung verlief in allen Industriestaaten in ähnlicher Weise.
Variationen untereinander und Kombinationen miteinander sind dabei grundsätzlich möglich, je nachdem welcher Raum untersucht wird.
Ein Unterpunkt ist der sogenannte Binnenwanderungssaldo, der die Migrationsbewegungen innerhalb des betrachteten Raumes bezeichnet.

## Beispiel Deutschland

Wanderungsbilanz in Deutschland (seit 1991)

- Auf Ebene der Bundesrepublik Deutschland lag der Wanderungssaldo im Jahr 2013 bei ca. 428.000 Menschen.[2] Das heißt, dass im Jahre 2013 diese Anzahl an Menschen unter dem Strich mehr hinzugezogen ist, als Menschen im selben Zeitraum abgewandert sind. Genaue Zahlen können der folgenden Grafik entnommen werden. Im Jahr 2008 war die Wanderungsbilanz Deutschlands erstmals negativ, 2008 sind also mehr Personen aus Deutschland ausgewandert als eingewandert.[2] Im Jahr 2009 war die Bilanz erneut negativ.[2]

- Das Statistische Bundesamt ging 2006 infolge der 2011 bevorstehenden Freizügigkeit auf dem Arbeitsmarkt für Arbeitnehmer aus den neu zur Europäischen Union hinzugetretenen Staaten von einem jährlichen Wanderungssaldo zwischen 100.000 und 200.000 Menschen aus. Die nach Deutschland zuziehenden ausländischen Personen sind im Durchschnitt jünger als die fortziehenden. Daraus ergibt sich für die in Deutschland verbleibende Bevölkerung ein „Verjüngungseffekt“.[3]

- Bedingt durch die Wiedervereinigung und die daraus folgenden Entwicklungen haben die neuen Bundesländer fast durchweg einen negativen Wanderungssaldo zugunsten einiger Regionen der alten Bundesländer. Doch auch allgemein wirtschaftlich schwache Gebiete haben mit diesen Problemen zu kämpfen (siehe hierzu: Abschnitt Deutschland im Artikel Binnenwanderung).

| Jahr                   | Zuzüge insgesamt | Zuzüge Ausländer | Zuzüge Deutsche | Fortzüge insgesamt | Fortzüge Ausländer | Fortzüge Deutsche | Wanderungssaldo insgesamt | Wanderungssaldo Deutsche | Wanderungssaldo Ausländer |
| ---------------------- | ---------------- | ---------------- | --------------- | ------------------ | ------------------ | ----------------- | ------------------------- | ------------------------ | ------------------------- |
| 1991                   | 1.198.978        | 925.345          | 273.633         | 596.455            | 497.540            | 98.915            | 602.523                   | 174.718                  | 427.805                   |
| 1992                   | 1.502.198        | 1.211.348        | 290.850         | 720.127            | 614.956            | 105.171           | 782.071                   | 185.679                  | 596.392                   |
| 1993                   | 1.277.408        | 989.847          | 287.561         | 815.312            | 710.659            | 104.653           | 462.096                   | 182.908                  | 279.188                   |
| 1994                   | 1.082.553        | 777.516          | 305.037         | 767.555            | 629.275            | 138.280           | 314.998                   | 166.757                  | 148.241                   |
| 1995                   | 1.096.048        | 792.701          | 303.347         | 698.113            | 567.441            | 130.672           | 397.935                   | 172.675                  | 225.260                   |
| 1996                   | 959.691          | 707.954          | 251.737         | 677.494            | 559.064            | 118.430           | 282.197                   | 133.307                  | 148.890                   |
| 1997                   | 840.633          | 615.298          | 225.335         | 746.969            | 637.066            | 109.903           | 93.664                    | 115.432                  | −21.768                   |
| 1998                   | 802.456          | 605.500          | 196.956         | 755.358            | 638.955            | 116.403           | 47.098                    | 80.553                   | −33.455                   |
| 1999                   | 874.023          | 673.873          | 200.150         | 672.048            | 555.638            | 116.410           | 201.975                   | 83.740                   | 118.235                   |
| 2000                   | 841.158          | 649.249          | 191.909         | 674.038            | 562.794            | 111.244           | 167.120                   | 80.665                   | 86.455                    |
| 2001                   | 879.217          | 685.259          | 193.958         | 606.494            | 496.987            | 109.507           | 272.723                   | 84.451                   | 188.272                   |
| 2002                   | 842.543          | 658.341          | 184.202         | 623.255            | 505.572            | 117.683           | 219.288                   | 66.519                   | 152.769                   |
| 2003                   | 768.975          | 601.759          | 167.216         | 626.330            | 499.063            | 127.267           | 142.645                   | 39.949                   | 102.696                   |
| 2004                   | 780.175          | 602.182          | 177.993         | 697.632            | 546.965            | 150.667           | 82.543                    | 27.326                   | 55.217                    |
| 2005                   | 707.352          | 579.301          | 128.051         | 628.399            | 483.584            | 144.815           | 78.953                    | −16.764                  | 95.717                    |
| 2006                   | 661.855          | 558.467          | 103.388         | 639.064            | 483.774            | 155.290           | 22.791                    | −51.902                  | 74.693                    |
| 2007                   | 680.766          | 574.752          | 106.014         | 636.854            | 475.749            | 161.105           | 43.912                    | −55.091                  | 99.003                    |
| 2008                   | 682.146          | 573.815          | 108.331         | 737.889            | 563.130            | 174.759           | −55.743                   | −66.428                  | 10.685                    |
| 2009                   | 721.014          | 606.314          | 114.700         | 733.796            | 578.808            | 154.988           | −12.782                   | −40.288                  | 27.506                    |
| 2010                   | 798.282          | 683.530          | 114.752         | 670.605            | 529.605            | 141.000           | 127.677                   | −26.248                  | 153.925                   |
| 2011                   | 958.299          | 841.695          | 116.604         | 678.969            | 538.837            | 140.132           | 279.330                   | −23.528                  | 302.858                   |
| 2012                   | 1.080.936        | 965.908          | 115.028         | 711.991            | 578.759            | 133.232           | 368.945                   | −18.204                  | 387.149                   |
| 2013                   | 1.226.493        | 1.108.068        | 118.425         | 797.886            | 657.604            | 140.282           | 428.607                   | −21.857                  | 450.464                   |
| 2014                   | 1.464.724        | 1.342.529        | 122.195         | 914.241            | 765.605            | 148.636           | 550.483                   | −26.441                  | 576.924                   |
| 2015                   | 2.136.954        | 2.016.241        | 120.713         | 997.551            | 859.278            | 138.273           | 1.139.403                 | −17.560                  | 1.156.963                 |
| Mittelwert (1991–2015) | 994.595          | 813.872          | 180.723         | 712.977            | 581.468            | 131.509           | 281.618                   | 49.215                   | 232.403                   |
| Summe (1991–2015)      | 24.864.877       | 20.346.792       | 4.518.085       | 17.824.425         | 14.536.708         | 3.287.717         | 7.040.452                 | 1.230.368                | 5.810.084                 |

Zahlen in der Tabelle stammen aus dem Migrationsbericht des Bundesamtes für Migration und Flüchtlinge im Auftrag der Bundesregierung (Migrationsbericht 2015).
Die folgenden Zahlen für 2016 und 2017 stammen aus dem Migrationsbericht 2016–2017. Die Ergebnisse der Berichtsjahre 2016 und 2017 sind aufgrund methodischer Änderungen und technischer Weiterentwicklungen nur bedingt mit den Vorjahreswerten vergleichbar. Für 2016 ist zudem die Genauigkeit der Ergebnisse aufgrund von Unstimmigkeiten in Zusammenhang mit der melderechtlichen Behandlung von Schutzsuchenden eingeschränkt.
In den Jahren 2020 bis 2022 konnte es durch die Maßnahmen zur Eindämmung der COVID-19-Pandemie zur zeitlich verzögerten Erfassung von Wanderungsfällen in den Statistiken kommen.
| Jahr                   | Zuzüge insgesamt | Zuzüge Ausländer | Zuzüge Deutsche | Fortzüge insgesamt | Fortzüge Ausländer | Fortzüge Deutsche | Wanderungssaldo insgesamt | Wanderungssaldo Deutsche | Wanderungssaldo Ausländer |
| ---------------------- | ---------------- | ---------------- | --------------- | ------------------ | ------------------ | ----------------- | ------------------------- | ------------------------ | ------------------------- |
| 2016                   | 1.865.122        | 1.719.075        | 146.047         | 1.365.178          | 1.083.767          | 281.411           | 499.944                   | −135.364                 | 635.308                   |
| 2017                   | 1.550.721        | 1.384.018        | 166.703         | 1.134.641          | 885.460            | 249.181           | 416.080                   | −82.478                  | 498.558                   |
| 2018                   | 1.585.112        | 1.383.581        | 201.531         | 1.185.432          | 923.581            | 261.851           | 399.680                   | −60.320                  | 460.000                   |
| 2019                   | 1.558.612        | 1.345.943        | 212.669         | 1.231.552          | 961.258            | 270.294           | 327.060                   | −57.625                  | 384.685                   |
| 2020                   | 1.186.702        | 994.819          | 191.883         | 966.451            | 746.212            | 220.239           | 220.251                   | −28.356                  | 248.607                   |
| 2021                   | 1.323.466        | 1.139.816        | 183.650         | 994.303            | 746.474            | 247.829           | 329.163                   | −64.179                  | 393.342                   |
| 2022                   | 2.665.772        | 2.481.019        | 184.753         | 1.203.683          | 935.516            | 268.167           | 1.462.089                 | −83.414                  | 1.545.503                 |
| 2023                   | 1.932.509        | 1.741.153        | 191.356         | 1.269.545          | 1.004.510          | 265.035           | 662.964                   | −73.679                  | 736.643                   |
| Mittelwert (2016–2023) | 1.708.502        | 1.523.678        | 184.824         | 1.168.848          | 910.847            | 258.001           | 539.651                   | -73.177                  | 612.831                   |
| Summe (2016–2023)      | 13.668.016       | 12.189.424       | 1.478.592       | 9.350.785          | 7.286.778          | 2.064.007         | 4.317.231                 | -585.415                 | 4.902.646                 |